# Christine Collins
Christine Collins, bis 1996 Christine Smith, (* 9. September 1969 in Darien, Connecticut) ist eine ehemalige US-amerikanische Leichtgewichts-Ruderin.  
Christine Smith begann 1987 mit dem Rudersport. Ihre erste internationale Medaille gewann sie bei den Weltmeisterschaften 1991 in Wien, als sie zusammen mit Ellen Minzner, Alison Shaw und
Kelly Sherman Bronze im Leichtgewichts-Vierer ohne Steuerfrau hinter den Booten aus China und dem Vereinigten Königreich erkämpfte. Drei Jahre später gewannen Christine Smith, Danika Holbrook-Harris, Charlotte Hollings und Linda Muri vor heimischem Publikum bei den Weltmeisterschaften 1994 in Indianapolis den Titel vor den Britinnen und den Chinesinnen. Bei den Weltmeisterschaften 1995 und 1996 siegten Christine Smith und Ellen Minzner im Leichtgewichts-Zweier ohne Steuerfrau. 
Nach einem Jahr Pause kehrte Christine Collins 1998 mit neuem Namen als Skull-Ruderin zurück und gewann bei den Weltmeisterschaften in Köln zusammen mit Sarah Garner im Leichtgewichts-Doppelzweier vor den Booten aus Deutschland und Rumänien. 1999 im kanadischen St. Catharines siegten die Rumäninnen Constanța Burcică und Camelia Macoviciuc vor Collins und Garner. Bei den Olympischen Spielen 2000 in Sydney gewannen Constanța Burcică und Angela Alupei die Goldmedaille knapp vor den Deutschen Valerie Viehoff und Claudia Blasberg, mit über drei Sekunden Rückstand sicherten sich Collins und Garner die Bronzemedaille.